# Auguste Serraillier
Auguste Daniel Serraillier (Draguignan, 27 luglio 1840 – dopo il 1873) è stato un operaio francese.
Fu una personalità della Prima Internazionale e della Comune di Parigi.

## Biografia
Calzolaio come il padre, entrambi si stabilirono in Inghilterra, dove egli divenne membro dell'Internazionale e dal 12 ottobre 1869 fece parte, su proposta di Marx, del Consiglio generale.
Nel settembre del 1870 fu inviato a Parigi per organizzarvi le sezioni dell'Internazionale e tenere informata l'Associazione sugli sviluppi della situazione rivoluzionaria. Tornato a Londra nel febbraio 1871, in marzo fu ancora a Parigi. Fu eletto nelle elezioni complementari del 16 aprile al Consiglio della Comune e divenne membro della Commissione lavoro e scambi. Fu contrario alla creazione del Comitato di Salute pubblica e firmò il manifesto della minoranza.
Dopo la Settimana di sangue riuscì a sfuggire ai versagliesi e raggiunse Londra, dove visse con la moglie continuando la sua attività nell'Internazionale, mentre in Francia la corte marziale lo condannava a morte in contumacia. Partecipò alla conferenza di Londra del 1871, al congresso dell'Aja del 1872 e dal 1873 al 1874 fu membro del British Federal Council. Non si conosce il luogo né la data della sua morte.